# Chapter 2
Chapter 2 é o segundo álbum do projeto musical alemão Lesiëm. Foi lançado em 12 de abril de 2001 na Europa e em 2003 nos Estados Unidos sob o título ‘’Illumination’’.
O álbum foi produzido por Alex Wende e Sven Meisel, com letras em latim escritas por Thomas Pflanz. O coral alemão Carl Maria von Weber, presente no álbum anterior, retorna em Chapter 2.
A temática étnica, usada em Mystic Spirit Voices com a música ‘’Indalo’’, foi intensificada neste álbum. Sallo Lawrence Sihlabeni, cantor da canção anterior, volta a participar do projeto em ‘’Africa’’, lançada como o primeiro single do álbum em março de 2001. Instrumentos como o duduk e a gaita escocesa foram usados em ‘’Aureus’’ e ‘’Britannia’’, respectivamente.

## Faixas
A versão americana do álbum, ‘’Illumination’’, possui uma organização de faixas distinta da original. A seguinte ordem pertence à versão alemã.
1. ‘’Agnus Dei’’ (0:53) – Alex Wende; Thomas Pflanz.
2. ‘’Pater Patriae’’ (4:07) – Alex Wende; Thomas Pflanz.
3. ‘’Navigator’’ (3:47) – Alex Wende; Thomas Pflanz.
4. ‘’Africa’’ (4:07) – Alex Wende; Thomas Pflanz; Lawrence Sihlabeni.
5. ‘’Roma’’ (4:07) – Alex Wende; Thomas Pflanz; Diana Lasch.
6. ‘’Diva’’ (3:56) – Alex Wende; Thomas Pflanz.
7. ‘’Aureus’’ (4:06) – Thomas Pflanz; Henning Westland.
8. ‘’Coloris’’ (3:27) – Alex Wende; Thomas Pflanz.
9. ‘’Paradisus’’ (3:27) – Alex Wende; Thomas Pflanz.
10. ‘’Poeta’’ (4:37) – Henning Westland; Thomas Pflanz.
11. ‘’La Rose’’ (5:09) – Thomas Pflanz; Henning Westland.
12. ‘’Britannia’’ (3:58) – Alex Wende; Thomas Pflanz; Henning Westland.
13. ‘’Agnus Dei’’ (0:39) – Alex Wende; Thomas Pflanz.

### Singles
- ‘’Africa’’ (2001) [3]
  1. Africa (Single Version)
  2. Africa (Album Version)
  3. Pater Patriae

- ‘’Navigator’’ (2001)
  1. Navigator (Album Version)

## Colaboradores
Heiko Jerke, tenor presente no álbum prévio, participa de ‘’Roma’’, ‘’Britannia’’ e ‘’Paradisus’’.
Felix Lauschus canta os trechos em inglês de ‘’Diva’’.
Thomas Pflanz, autor das letras em latim, canta em Klingon em ‘’Navigator’’ e recita em francês em ‘’La Rose’’, uma nova versão de ‘’Floreat’’ do álbum Mystic Spirit Voices. Pflanz também toca o duduk em ‘’Aureus’’.
Brit Beyer canta os trechos em inglês de ‘’Poeta’’.
Sallo Lawrence Sihlabeni canta ‘’Africa’’.
Diana Lasch canta os trechos em inglês de ‘’Roma’’.
Sven Goiny é o tenor de ‘’La Rose’’.
Kira Callies canta o trecho em inglês de ‘’Britannia’’.
Susanne Kirchbaum é a soprano em ‘’Aureus’’.